# 1,6,6a-三硫杂戊搭烯
1,6,6a-三硫杂戊搭烯是一种双环含硫杂环化合物，化学式为C5H4S3。关于三个硫原子之间的连接是属于两种价态互变异构体之间的快速互变异构化还是3中心4电子键，一直存在文献争议。

三硫杂戊搭烯的共振结构

它和二烯丙基镍反应，生成双镍配合物。